# Лентокрыл бурый
Лентокрыл бурый (лат. Taeniopteryx nebulosa) — вид веснянок из семейства лентокрылых веснянок.

## Описание
Черновато-коричневые веснянки длиной тела от 9 до 14 мм. Самки крупнее самцов. Ширина переднеспинки больше длины. Передняя её часть уже задней. Крылья затемнённые, длиннее брюшка. У самцов церки округлые. Центральная часть десятого тергита трапециевидная с выступающими задними углами.

## Биология
Личинки развиваются в реках, ручьях и горных озёрах, питаются детритом и листьями. Взрослые активно летают с марта по июль, живут от 14 до 31 дней. Самцы откладывают студенистый беловатый сперматофор на гонопор самок. Самки откладывают от 450 до 1011 яиц. Яйца развиваются от 19 до 28 дней. Имаго питаются водорослями и лишайниками, соскабливая их с влажных столбов и ветвей. В кишечниках обнаруживаются также энхитреиды и коловратки. В течение года развивается одно поколение. 

## Распространение
Встречается от Западной Европы (исключая южную) до юга Дальнего Востока.